# Paperino e la banda dei segugi
Paperino e la banda dei segugi (Terror of the Beagle Boys) è una storia a fumetti in dieci tavole di Carl Barks, pubblicata per la prima volta su Walt Disney's Comics and Stories n. 134 del novembre 1951. Nell'ultima vignetta vi appare per la prima volta la Banda Bassotti, gruppo di personaggi che diventerà particolarmente noto nel tempo come antagonista di Paperon de' Paperoni.

## Trama
Paperone assume il nipote Paperino per disperarsi al posto suo per l'evasione della Banda Bassotti, che teme possa rapinarlo. Paperino suggerisce allo zio di utilizzare il cannone che tiene in ufficio per difendersi dai Bassotti, ma Paperone si rende presto conto di non poter rimanere all'erta giorno e notte; il nipote gli suggerisce quindi di installare un dispositivo automatico che faccia sparare il cannone appena qualcuno apre la porta dell'ufficio. Paperone si dimentica del dispositivo e aziona inavvertitamente il cannone, che in modo rocambolesco danneggia la sua stessa cassaforte. I Bassotti possono quindi rubare indisturbati il denaro di Paperone, che insegue Paperino.

## Edizioni
Paperino e la banda dei segugi fu pubblicata per la prima volta negli Stati Uniti su Walt Disney's Comics and Stories n. 134 del novembre 1951, e ristampata più volte a partire dagli anni ottanta. Fu pubblicata anche in diverse nazioni europee oltre che in Argentina, Australia, Brasile, Cile, Cina, Colombia, Indonesia, Fær Øer e Messico. In Italia fu pubblicata sul numero 296 della collana Albi d'oro del 12 gennaio 1952; in questa prima traduzione la Banda Bassotti era chiamata, appunto, "banda dei segugi". Dopo due ristampe su altre collane, nell'aprile 1993 la storia fu pubblicata nel n. 43 di Zio Paperone in un'edizione ritradotta e ricolorata, utilizzata anche per la maggior parte delle successive ristampe.

## Accoglienza
Thomas Andrae individua la storia come la prima in cui Paperone appare come un personaggio vulnerabile, pur se questo nuovo aspetto non è ancora volto ad accattivarsi le simpatie del lettore. Barks lo usa piuttosto per mettere in ridicolo gli aspetti deteriori del capitalismo: Paperone ricava dalla sua ricchezza solo una costante preoccupazione. L'ossessione di Paperone per i pericoli a cui è esposto il suo denaro e le sue azioni impulsive risultano nella sua disfatta finale, con la perdita della sua intera ricchezza; quest'ultimo elemento ha però solo la funzione di espediente comico e contrappasso per la sua avarizia, mentre in storie successive verrà utilizzato per umanizzare il personaggio.